# Conjunto de competências essenciais
Conjunto de competências essenciais, também chamadas de conjunto de negócios, competências centrais e core competence, são as competências principais ou essenciais de uma empresa.
A resposta da questão "o que nossa organização faz bem?" define a core competence de um negócio ou empreendimento. Visando, assim, marcar o diferencial que a empresa possui frente ao segmento no qual atua.
A diferença entre core competence e core business se dá em função que a primeira deve demonstrar o grau de especialidade e de capacidade de negócios em relação aos concorrentes; a segunda destaca, do conjunto de competências essenciais, o negócio principal da empresa.

## Conceituações
São conjuntos de habilidades e tecnologias que contribuem para o valor percebido pelo cliente, algo competitivamente único ou exclusivo (portanto, não facilmente imitável), que tem o potencial de abrir portas para mercados promissores no futuro. Prahalad e Hamel definem como: "um aprendizado coletivo da organização (...), um conjunto único de capacidades que permite à empresa criar grandes produtos"
Em teoria, um conjunto de competências essenciais é o que permite que a empresa se mantenha ou aumente sua quota de mercado. Explorar e alavancar seu conjunto de competências promove a sobrevivência e o crescimento da empresa, garantindo vantagem competitiva à mesma. Por fim, são aquelas habilidades-domínio que atendem adequadamente a exigências do momento presente e das demandas futuras, além de obter determinada capacidade de realizar as coisas ou de resolver problemas que as diferencia de seus concorrentes e dá-lhes uma vantagem competitiva substancial no cenário de competição empresarial.
As competências centrais podem servir como guias para as decisões de terceirização de uma empresa. A terceirização permite que haja um foco do processo de produção na competência essencial, já que terceiros seriam responsáveis por atividades secundárias da empresa. Dessa forma, economizara-se tempo e reduzir-se-iam custos, tornando o processo mais eficiente.
Para que haver um conjunto de competências essenciais, deve-se atender três critérios:
- Extendabilidade: proporcionar uma ampla variedade de mercados, permitindo que a organização seja versátil. Além disso, garantir que a competência tenha um papel importante na abertura de novos mercados e oportunidades futuras.
- Valor para o cliente: oferecerem reais benefícios aos consumidores, de forma que estes sejam capazes de perceberem e identificarem os benefícios oferecidos, ou seja, o conjunto de competências essenciais deve proporcionar ao cliente um valor percebido por ele como a competência principal (core business).
- Diferenciação sobre a concorrência: difíceis de imitar, visto que as competências devem proporcionar uma vantagem competitiva sustentável para a corporação. No entanto, isso não significa, necessariamente, que a competência deve ser dominada por uma única empresa.

## Identificação das competências centrais
De acordo com Quinn e Hilmer, existem sete pontos para a identificação das competências centrais de uma organização:
- Focalizar conhecimentos e habilidades, não produtos ou funções: produtos podem ser facilmente copiados e/ou substituídos e as funções tradicionais de uma empresa (produção, marketing, recursos humanos, etc.) não podem ser consideradas competências centrais como foram no passado. As competências centrais devem ser habilidades que interliguem essas funções, envolvendo atividades como projetos de serviços ou produtos, criação tecnológica, serviços ao cliente ou logística por serem mais baseadas em conhecimento;

- Desenvolver competências de longo prazo: o principal desafio para as empresas envolve desenvolver habilidades em áreas que os clientes facilmente enxergarão o valor agregado no futuro.

- Limitar o número de competências: a organização deve determinar o conjunto de competências essenciais a serem desenvolvidas.

- Escolher as melhores fontes: as estratégias efetivas devem identificar os vazios de mercado (ou gaps), no qual o desenvolvimento do conhecimento pela empresa pode ser alavancado.

- Dominar a área de conhecimento: a rentabilidade de uma empresa é diretamente determinada por uma performance superior em relação aos seus concorrentes.

- Focalizar as necessidades dos clientes: pelo menos uma das competências centrais da empresa deve estar relacionada à satisfação das necessidades dos clientes - atendimento e serviço ao cliente.

- Alinhar os sistemas organizacionais: os conjunto de competências essenciais da organização não devem estar vinculadas exclusivamente aos conhecimentos de um indivíduo da empresa, elas devem ser apoiadas por um bom desenvolvimento dos sistemas organizacionais, podendo, assim, ser retida na empresa.